# エトヴァス・ボネゲ
Etw.Vonneguet（エトヴァス・ボネゲ、 造語）は、ファッションテックデザイナーOlgaが設立したファッションブランド。呼称「ボネゲ」。日本で初めてファッションとテクノロジーを融合したアプローチでファッションブランドを展開していたデザイナーズブランドであり、原宿のストリートでゲリラランウェイや、東京コレクションに起用するモデルを一般人からオーディション、紫外線に反応するプリント、溶ける服など、テクノロジーだけに止まらず、様々な実験的手法でファッションを切り取り、コレクションを発表。2019年よりO l g aが立ち上げたファッションテック会社ish incの運営下に置く。2020年に「もっとファッションの未来を追求し、新たな商流を作る」というO l g aの意向でEtw.Vonneguetは事業として小売としての形態をやめることを発表。

## O l g a（オルガ）
ファッションテックデザイナーであり、株式会社ish 代表取締役、ファッションブランドEtw.Vonneguetのデザイナー。
近年ではデジタルハリウッド大学院の助教となりファッションテックラボを担当、「超ファッション進化論」という講義を行なっている。
ロンドンの大学院にてファッションテクノロジー専攻、修士号を取得し帰国後ファッションブランドEtw.Vonneguet（エトヴァス・ボネゲ）を立ち上げる。クロスシミュレーションを使ったCGのファッションショーを展開し、３Dから型紙生成した服などを展開。
国内外アーティストへのPVやライブ衣装、ツアーグッズのデザインを多数手掛けるだけでなく、東京コレクションにも参加。渋谷パルコや伊勢丹をはじめとする国内外の百貨店にも出店する。
様々は企業のウェアラブルデバイスデザインや研究開発などを手がける、ファッションテックとデザインエンジニアリングに特化したデザイン会社ishを設立。

## 准教授として (デジタルハリウッド大学院)
デジタルハリウッド大学にてファッションとテクノロジーを融合した新しいデザインの形とデザインエンジニアリングについての講義「超ファッション進化論」を担当。また大学院では助教としてファッションテックラボ担当。国内だけでなくプリンストン大や文化ファッション大学院大学の留学生に向けても教鞭をとる。主な研究テーマは、ファッションテック研究開発。
2021年より同大学、大学院の准教授に就任した。

## Etw.Vonneguet　ブランド概要
「社会に対する意味的デザイン」をテーマに活動するファッションブランド。ブランド名の由来は哲学用語の「アウフヘーベン」を元にした造語。
同ブランドの特徴として、3DCGのクロスシミュレーションによるデジタルコレクションの発表と、最新技術に対する積極的な姿勢が上げられる。日本でいち早くiPhone アプリをファッションブランドとしてリリースし、以後もデジタルツールによる流通と衣服製作に対する実験的な試みを計っている。ウェブ媒体を多用した販促、製作を行っているのも特徴。それだけに限らず、2009年のデビューコレクションでは単独で原宿メインストリートをゲリラでコレクションを引き連れて闊歩する等、挑戦的なコレクション発表の手法や、自身のディレクションによる映像作品も手掛ける。どこかストーリー性を含んだコンセプトメイキングなど、デジタルツールだけではない特異質な一面も持つ。初期は{-ish}名義での衣服製作、3DCG映像作品の発表が中心であったが、2009年にEtw.Vonneguetを発足、本格的なファッションブランドとしての活動を行っている。歌手Salyuによる2010年のツアー『Salyu Tour 2010 MAIDEN VOYAGE』ライブ衣装（ツアーパンフレット上の衣装）への衣装提供、『Salyu Combo Tour 2010 following navigation』 の衣装製作およびトータルコーディネートを担当した。2011年春夏「光源」より東京コレクション初参加。第二回目の参加となる2011年秋冬[Symbolic]では、JAPAN FASHION WEEK開催直前に東北地方太平洋沖地震が起こり、主催者側が開催中止を決定する中、唯一期間中にショー開催を決行し、話題となった。

## モデルオーディション
ファッションブランドEtw.Vonneguetの特徴としてプロ・アマ問わないモデルオーディションがある。新作コレクションに向けた、ミューズを探すという目的のもと、年齢、経験、性別、国籍問わず、エトヴァス・ボネゲが好きなら誰でも参加できるというもの。東京コレクション第二回目の参加となる2011年秋冬[Symbolic]より開始された本企画は、現在も行われている。第五回目より、東京のモデルエージェンシーである、ジャングルの協力参加を得て、応募者には事務所所属の可能性が設けられた。このオーディション合格者のほとんどが、その後、大手企業ＣＭや雑誌に露出、メンズノンノ専属モデルになるなど、将来有望なモデルの登竜門的な存在になりつつある。

## 「MEDIA AMBITION TOKYO 2016」への参加
2016年で4回目を迎えるMEDIA AMBITION TOKYO [MAT] は、最先端のテクノロジーカルチャーを実験的なアプローチで都市実装するリアルショーケース。2016年は開催エリアを拡大し、六本木を中心に、青山・銀座・飯田橋・御茶の水・お台場・天王洲等、都内各所を舞台に最先端のアートや映像、音楽、パフォーマンス、ハッカソンやトークショー等が集結します。そこへOlgaが衣装デザインを手掛けた「FABOLOGY」(セメダイン株式会社による導電性接着剤(セメダインSXECAシリーズ)を用いた作品)が展示された。

## 「FABOLOGY」について
セメダイン社が開発した導電性接着剤（セメダインSX-ECA）を使用し、布のしなやかさを保ったまま、或は素材感を阻害する事無く電子回路を布に描くという画期的な技術によって、新たなウェアラブルデバイスの表現と可能性を大きく広げた作品となった。
それにより、ウェアラブルデバイスへのデザインに対する自由度とその可能性を大きく広げることとなり、まさに今回の作品で描くように布に書かれた電子回路には、 2400個のLEDを搭載。まるで雪が舞い落ちているかのようにグラデーションになるよう配置されている。テレビ東京系列のWBSワールドビジネスサテライトや、NHK WORLD、ズムサタ「フューチャリスタ」のコーナーにて紹介された。

## 「-A-C-T-」ぼくらの、いいね！が見える服 について
抱き合う、肩を組む、ハイタッチするなどのコミュニケーション行動をトリガーに、服の中に搭載した電子回路が接触し光る仕組みである。触れたところによって光り方が変化し、ライブや音楽イベント、フェスなどで周囲と触れ合うことをより加速させ場を盛り上げる。携帯を見つめて小さないいねボタンを押すのではなく、体でもっと、いいね！を表現できるようにとの思いで作成された。
オリンピックやスタジアムなどで光の波を作るという考えがあり、それを人の心の高揚からくるアクションによって作りたいというコンセプト。

## 株式会社ishについて
「テクノロジーをファッショナブルに。」
ファッションテック・デザインエンジニアリングに特化したデザイン会社。
ウェアラブルデバイスデザインや、企業R&D研究開発を行なっている。
経済産業省NEDO TCPにおいて審査員特別賞を受賞した。Etw.Vonneguetはish inc.設立と同時に、その運営、管理下に置かれることとなった。

## ファッションブランドとしてのコレクション履歴

### {-ish}
2007年「the best thing god has created is a new day.」
2008年「I am _______-ish.」
2009年「{-ish}OS Ver. the boy of 14.」

### Etw.Vonneguet
2009年発足。
2010年春夏「葬送」
2010年秋冬「CWOOKD」
2011年春夏「光源」東京コレクション初参加
2011年秋冬「Symbolic」
2012年春夏「存在の証明」
2012年秋冬「1/2」
2013年春夏「I melt」
2013年秋冬「RANDOM VALUE　乱数」
2014年春夏「SPICE OF SENCE」
2014年秋冬「HIDE BEHIND THE RULE」
2015年春夏「白昼夢」
2015年春夏２「秘め事」※アクセサリーコレクション
2015年秋冬「日々の楽園」
2016年春夏「AIR」